# Catinopeltis recifensis
Catinopeltis recifensis är en svampart som beskrevs av Bat. & C.A.A. Costa 1957. Catinopeltis recifensis ingår i släktet Catinopeltis, divisionen sporsäcksvampar och riket svampar.   Inga underarter finns listade i Catalogue of Life.